# 오누마 진잔
오누마 진잔(大沼枕山, おおぬま ちんざん, 1818년 4월 24일 ~ 1891년 10월 1일)은 에도 시대 후기부터 메이지 전기의 시인이다.